# Етнічні групи в Пакистані
Етнічний склад Пакистану (2017)
Пакистан є етнічно та мовно різноманітною країною. До основних пакистанських етнолінгвістичних груп належать пенджабці, пуштуни, сінди, сараїки, мухаджири, белуджі, гіндковани / газаревали, брагуї та кохістанці зі значною кількістю шина, балті, кашмірців, пахарі, чітралів, торвалі, хазарейців, буріші, ваханців, калаші, сідді, узбеків, нурістанців, памірців та інших меншин.

## Біженці та біженки
Перепис населення Пакистану не включає 1,4 мільйона громадян Афганістану, які тимчасово проживають у Пакистані. Більшість із них протягом останніх чотирьох десятиліть народилися в Пакистані та переважно належать до етнічної групи пуштунів. Серед них також таджики, узбеки та інші.

## Основні етнічні групи

### Пенджабці
Пенджабці — індоарійська етнолінгвістична група, яка походить із регіону Пенджаб між Індією та Пакистаном. Вони є найбільшою етнічною групою Пакистану. Пенджабські мусульмани є третьою за чисельністю мусульманською етнічною спільнотию, що сповідує іслам, у світі після арабів і бенгальців.
Традиційно панджабська ідентичність є перш за все мовною, географічною та культурною. Дана ідентичність не залежить від історичного походження чи релігії та відноситься до тих, хто проживає в регіоні Пенджаб або пов'язаний з його населенням, і тих, хто вважає пенджабську мову та її діалекти своєю рідною мовою. Інтеграція та асиміляція є важливими частинами панджабської культури, оскільки пенджабська ідентичність не базується лише на племінних зв'язках.

### Пуштуни
Пуштуни є іранською етнолінгвістичною групою і є другою за чисельністю етнічною групою Пакистану. Вони розмовляють мовою пушту як своєю рідною мовою і поділяються на кілька племен, таких як Афридії, Дуррані, Юсафзай і Хаттак, які є головними пуштунськими племенами в Пакистані. Вони складають приблизно 38 мільйонів населення Пакистану і переважно сповідують сунітський іслам.

### Сіндхи
Синдці — індоарійська етнолінгвістична група, яка розмовляє мовою синдхі та походить із провінції Сінд у Пакистані. Синдхи є переважно мусульманами, але наявна й індуїстська меншина в Пакистані. Мусульманська культура Сінда перебуває під сильним впливом суфійських доктрин і принципів, а деякі з популярних культурних ікон Сінда — Шах Абдул Латіф Бхітай, Лал Шахбаз Каландар, Джулелал і Сачал Сармаст.

### Сараїки
Сараїки — індоарійська етнолінгвістична група, що населяє частини центрального та південно-східного Пакистану, головним чином у південній частині пакистанської провінції Пенджаб. Вони в основному знаходяться в Дераджаті, культурному регіоні центрального Пакистану, розташованому в регіоні, де сходяться провінції Пенджаб, Хайбер-Пахтунхва і Белуджистан. Дераджат обмежений річкою Інд і Сулеймановими горами на заході.

### Мухаджири
Мухаджири (що означає «мігранти») — колективна багатоетнічна група, яка виникла в результаті міграції індійських мусульман із різних частин Індії до Пакистану, починаючи з 1947 року, в результаті найбільшої масової міграції у світі. Більшість мухаджирів осіли на Сінді, переважно в Карачі та Гайдарабаді. Значні громади мухаджирів також присутні в таких містах, як Лахор, Мултан, Ісламабад, Мірпур Хас, Суккур і Пешавар. Термін мухаджир також використовується для нащадків мусульман, які мігрували до Пакистану після поділу Індії в 1947 році. До відомих мухаджирів належать Ліакат Алі Хан, Абдул Кадир Хан, Первез Мушарраф, Хакім Мухаммад Саїд і Абдул Саттар Едхі.

### Белуджі
Белуджі — іраномовна етнолінгвістична група, яка переважно проживає на півдні провінції Белуджистан у Пакистані. Незважаючи на те, що протягом століть вони проживали на південному сході Індійського субконтиненту, вони класифікуються як північно-західний іранський народ відповідно до їхньої мови, яка належить до північно-західної підгрупи іранських мов.
За словами доктора Ахтара Балоча, професора Університету Карачі, белуджі мігрували з Белуджистану під час Малого льодовикового періоду та оселилися в Сінді та Пенджабі. Малий льодовиковий період умовно датується з XVI по XIX століття або, альтернативно, з 1300 до 1850 р., хоча кліматологи та історики, які працюють з місцевими записами, більше не сподіваються узгодити ані початкову, ані кінцеву дати цього період, який змінювався залежно від місцевих умов. За словами професора Белуджа, клімат Белуджистану був дуже холодним, і регіон був непридатним для проживання взимку, тому белуджі мігрували хвилями та оселилися в Сінді та Пенджабі.

### Гіндковани / Газаревали
Гіндковани, також відомі як гіндки, — сучасне позначення носіїв діалектів гіндко західної пенджабської мови, переважно мешканців регіону Газара на півночі Пакистану. Походження терміна належить лише до носіїв індоарійських мов, а не до будь-якої окремої етнічної групи. Однак спільнота, що розмовляє гіндко, що належить до регіону Газара на півночі Пакистану, спільно визнається як газаревали.

### Брагуї
Брагуї, брагві або брогі — етнічна група, яка проживає переважно в Белуджистані, Пакистан. Вони розмовляють мовою брагуї, яка належить до дравідійської мовної сім'ї, хоча етнічно вони схильні ідентифікувати себе як белужі.
Вони є невеликою групою меншини в Афганістані, де вони є корінними, але їх також можна знайти в своїй діаспорі в країнах Західної Азії. Вони в основному займають територію в Белуджистані від перевалу Болан через пагорби Болан до Рас-Муарі (мис Монзе) на морі, розділяючи белуджів, що живуть на сході та заході. Брагуї — майже повністю мусульмани-суніти.

### Мео
Мео, також відомі як Майо або іноді Меваті, — мусульманська етнічна група, що походить з регіону Меват на північному заході Індії. Під час поділу Індії кілька Мео були переміщені з районів Алвар і Бхаратпур в Індії, в основному осівши в пакистанських районах Сіялкот, Лахор, Карачі, Наровал, Дера-Ґазі-Хан, Шейкхупура, Гуджранвала, Мултан, Гайдерабад і Касур.

### Кохістанці
Згідно з переписом 2023 року, носії кохістанських мов становили близько 1 мільйона населення провінції Хайбер-Пахтунхва. Кохістані — загальний термін, що охоплює кілька мов, якими розмовляють на півночі провінції, зокрема індські кохістані, батері, чіліссо, гаврі, гавро, торвалі та манкіялі.

### Цитовані твори
- Baart, Joan L. G. (2003). Sustainable Development and the Maintenance of Pakistan's Indigenous Languages. Islamabad.
- Lothers, Michael; Lothers, Laura (2010). Pahari and Pothwari: A Sociolinguistic Survey (Звіт). SIL Electronic Survey Reports. Т. 2010—012.
- Simons, Gary F.; Fennig, Charles D., ред. (2017). Pahari-Potwari. Ethnologue (вид. 20). (access limited).